# Álvaro I do Congo
Álvaro I (1530-1587) foi o manicongo do Reino do Congo. 

## Origem
Álvaro Nímia Luqueni Amvemba nasceu por volta de 1530, sendo filho de D. Isabel Nímia Luqueni, segunda filha de D. Afonso I com um nobre desconhecido.  Sua mãe posteriormente se casou com D. Henrique, que se tornou rei em 1566. Álvaro é feito regente do Congo nos períodos de ausência de seu padrasto D. Henrique durante batalha a guerra com os jagas. D. Henrique morre em batalha no ano de 1567 e Álvaro é coroado novo rei, desta vez da dinastia Coulo. 

## Início do reinado
Em sua subida ao trono, ele escreveu cartas a Portugal afim de renovar a antiga aliança política e religiosa. Em seguida promoveu a paz com o bispo de São Tomé, que a muitos anos rivalizava com o Reino do Congo devido ao tráfico de escravos, restaurando a ordem religiosa no país. Entretanto a legitimidade do rei foi contestada por vários pretendentes. Segundo D. Duarte Lopes, embaixador do Congo em Roma entre 1584 e 1588, D. Álvaro só assumiu o reinado após um acordo entre seus pares. A invasão dos jagas logo após sua coroação foi vista pelo historiador Fraçois Bontinck como um protesto contra o poder do rei. 

## Invasão dos jagas
Na concepção clássica, os jagas foram um povo feroz do interior, geralmente identificados como "yakas" na região de Bambata. Os jagas tinham destruído e saqueado vários reinos e tribos vizinhas durante séculos.  Eles invadiram o Reino do Congo através da província de Batta e derrotaram o exército de defesa de D. Álvaro, que teve que fugir de São Salvador com sua nobreza e aliados para uma ilha no rio Congo. A cidade foi posteriormente invadida, saqueada e incendiada pelos invasores. Os cidadãos sobreviventes fugiram para as montanhas. Os jagas se dividiram em vários exércitos que saquearam e escravizaram milhares de pessoas em todo reino, gerando uma grande miséria e rastro de sangue. Alguns refugiados foram para terras portuguesas para entregar-se como escravos para não morrer de fome devido a destruição dos jagas. Muitos também foram para ilha de São Tomé. 
Em meio ao caos do país, D. Álvaro envia cartas pedindo ajuda e auxílio militar ao rei D. Sebastião. Um exército de mais de 600 homens é enviado sob comando de Francisco de Gouveia em 1573, combatendo os jagas em todo reino e recuperando a capital destruída após um ano e meio de guerra. Segundo o historiador Joseph C. Miller, esta invasão foi uma grande farsa. A investida foi provavelmente dada por rebeldes congoleses contra o domínio de D. Álvaro e a premissa de "jagas" foi dada por missionários e escravagistas que criaram uma lenda de "castigo divino" ao povo congolês por terem se afastado do cristianismo. Justificando a posterior invasão dos portugueses para "salvar" os congos do "castigo de Deus". 
John K. Thornton  indica que existiram vários grupos Jaga (Jagas de Niari, Jagas da antiga província do Kongo "Bambata", Jagas de Quango e os Imbangalas) e que a palavra Jaga descreve um modo de vida e não um grupo étnico. Além disso, os Jagas da antiga província do Congo “Mbamba” são distintos dos Jagas que invadiram Mbanza Kongo em 1568 e tomaram emprestado o nome de Yaka. 
Para François Bontinck, foram apenas os congos que invadiram Mbanza Kongo. Com efeito, nessa altura havia uma guerra de sucessão ao trono, esta guerra de sucessão deu aos portugueses a oportunidade de intervirem nos assuntos internos do Congo e esta intervenção portuguesa foi justificada como um auxílio dado ao "governo legítimo" contra inimigos externos.
A palavra "Jaga" para os portugueses significava "andarilho" e "sem origem". Seria uma distorção da palavra Kongo "Yaka", que era um título de honra dado aos guerreiros do Reino do Congo. Podemos encontrar esta palavra na seguinte frase do Congo dos descendentes de M'panzu: “Beto, mayaka mbata; mayaka mpunza, mayaka mbele. " (Tradução:" Nós, pegamos os golpes, flechas e espadas. "). O verbo kuyaka em Kikongo significa “pegar na hora”. De acordo com as tradições orais, a etnia Yaka é composta por populações que fizeram parte dos reinos do Kongo e Lunda. 
Magang-Ma-Mbuju e Mbumb Bwass dizem que os Punu vêm de pessoas chamadas “Jagas” e vêm de Kasai e Zambeze. Segundo eles, foram os Punus que invadiram o reino do Kongo em 1568 e é sob o nome de Jagas que os Punus se teriam dado a conhecer no reino do Kongo . Acrescentam que a repulsa desses jagas pelos congoleses e portugueses teria resultado na dispersão da etnia. Claude Hélène Perrot diz que antes da publicação da obra destes dois autores, muitos estudos dedicados ao problema dos Jagas demonstraram que este grupo guerreiro era de várias origens, BM Batsikama e o Sr. Ipari concluíram que os invasores de Mbanza Kongo em 1568 eram populações de origem do Congo. O Punus migraram para o sul da Gabão no século XVIII e migraram na República do Congo no século XVI.

## Retomada do Congo
Álvaro teria desejado inicialmente e por “gratidão”, homenagear o seu reino ao seu benfeitor e reconhecê-lo pelo seu suserano. D. Sebastião, no entanto, recusou generosamente esta oferta e contentou-se em ser o protetor daquele que pedia para ser seu vassalo. Álvaro I, em uma circunstância menos importante, então se comporta com seu benfeitor de uma maneira pelo menos doentia. O rei de Portugal, informado da existência de minas de ouro e prata no Congo, enviou duas pessoas para as descobrir e estudar a forma de delas de lucrar; mas Álvaro deu falsas indicações aos exploradores, que os confundiram.
Foi assim aconselhado por um padre português, de nome Francisco Barbuto, que o fez compreender que era contra os seus interesses dar a conhecer sobre as minas aos portugueses. Os comerciantes desta nação, tendo perdido a esperança de ganho rápido, negligenciaram o Congo e voltaram seu comércio para outras regiões; então faltavam oportunidades para a passagem dos missionários, a missão estava quase deserta e a fé mal cultivada.
Os embaixadores de D. Álvaro I foram em instâncias a Portugal no intuito de conseguir novos padres; eles responderam com promessas que não se apressaram em cumprir. Os mesmos enviados foram encarregados de redimir os negros cristãos que haviam sido vendidos na época da fome. Mas muitos desses escravos preferiram permanecer em sua condição, no meio de um país cristão onde abundavam os meios de salvação. Outros, especialmente aqueles de nascimento ilustre, voltaram para sua terra natal e ajudaram a apoiar o Cristianismo lá. Mais três anos se passaram; finalmente, um bispo foi enviado para a Ilha de São Tomé, cuja cadeira há muito estava vaga; era André de Gliova, um espanhol.
Ele tinha uma comitiva para visitar a Igreja do Congo: foi por volta do ano 1560. O governador da ilha, advertido contra este prelado, recebeu-o mal, e quando Gliova partiu para o Congo, retratou-o D. Álvaro como um homem ambicioso, de carácter soberbo e obstinado, de modo que a entrada da capital foi fechada ao pontífice, que foi mantido por alguns meses neste local remoto. No entanto, a calúnia foi reconhecida. As nuvens clarearam, Álvaro enviou o príncipe hereditário ao encontro de Gliova, a quem recebeu com honra. O prelado dedicou oito meses à sua visita pasotral. Em seguida, partiu para Portugal, deixando seis padres no Congo, quatro dos quais eram seculares e dois religiosos. Essa ajuda não foi suficiente para a centésima parte das necessidades.
Álvaro, sabendo a coroação do Rei-Cardeal D. Henrique I de Portugal, em 1578 , escreveu ao príncipe pedindo missionários; A morte de D. Henrique impediu sua resposta; mas D. Filipe II de Espanha , que dois anos depois unificou Portugal sob o sua coroa, prometeu ao rei do Congo a ajuda espiritual que ele solicitou.

Álvaro enviou imediatamente um embaixador, Sebastião da Costa, que faleceu na costa de Portugal. Ele foi substituído por Eduardo Lopez, nomeado Embaixador do Congo em Madrid e Roma; suas opiniões eram cristãs, pois ele jurou devotar toda a riqueza que possuía na África para apoiar os padres que estavam destinados a educar os jovens do Congo, a construir uma casa para esse fim e um hospital para socorro e cura de todos os pobres cristãos doentes. Sixtus V deu-lhe as maiores boas-vindas, mas ele não pôde terminar seu caso e foi obrigado a mandá-lo de volta ao rei da Espanha, de quem dependia principalmente para apressar a solução. Lopez, depois de ter feito o relato da viagem, voltou em 1589 ao Congo, onde aparentemente faleceu. Nos últimos anos de Álvaro I, o reino estava fraco e privado de missionários, visto que havia no máximo uma dezena de padres para servir trinta mil localidades, recebeu alguma ajuda dos jesuítas radicados em São Paulo de Luanda. A incursão dos Jagas, que causou tamanha devastação ali, deve ter reduzido muito o número de cristãos, missionários e igrejas.